# Laurence Labadie
Laurence Labadie, född 1898, död 1975, var son till Joseph Labadie, individualanarkist, författare, agitator för arbetares rättigheter, samt god vän med Benjamin Tucker. 
Labadie kritiserade Murray Rothbard för hans tolkningar av den amerikanska individualanarkismen .